# Франкония

Франкония на карте Баварии

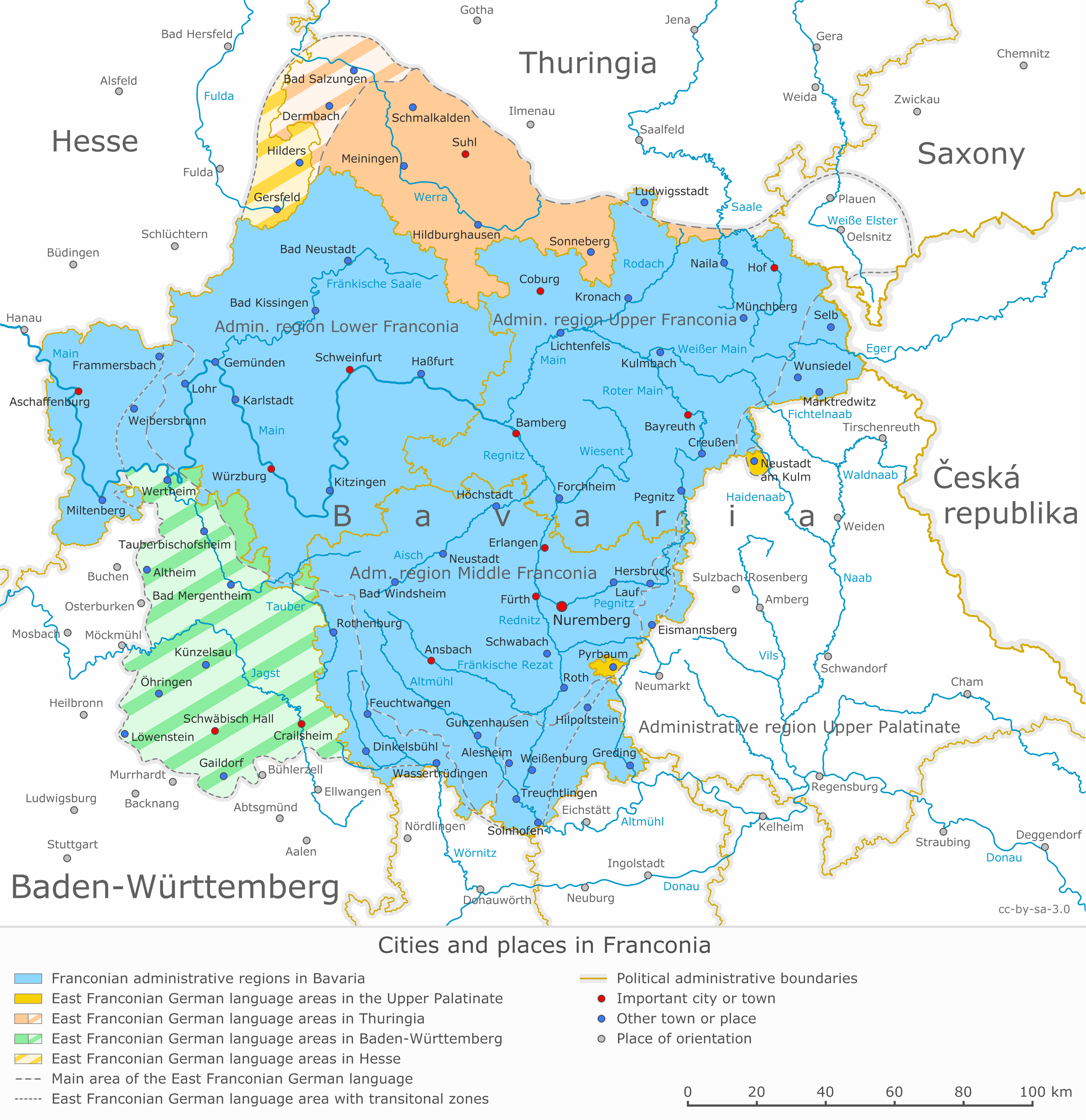
Карта Франконии (голубой цвет) и территорий сопредельных земель, где распространён восточнофранкский диалект (жёлтый и оранжевый цвет)

Франко́ния (нем. Franken) — историческая область современной Германии (ФРГ), на территории которой сейчас находятся три административных округа федеральной земли (государства) Бавария, а именно Нижняя Франкония (Unterfranken), Средняя Франкония (Mittelfranken) и Верхняя Франкония (Oberfranken). 
Столица Верхней Франконии — Байройт, Средней Франконии — Ансбах, Нижней Франконии — Вюрцбург. Крупнейший город Франконии — Нюрнберг, находящийся в Средней Франконии; другие крупные города — Бамберг, Кобург, Фюрт, Эрланген. Во Франконии распространён восточно-франкский диалект (диалектная группа), заметно отличающийся от баварского. Хотя современная Франкония входит в состав Баварии, франконцы сохраняют собственное региональное самосознание и часто не относят себя к баварцам.

Франкония летом (вид от Кадольцбурга)

## История
Франкония означает страну франков, союз германских племён (племенной союз); в современном немецком языке «Franken» означает как древних франков, так и современных жителей Франконии.
Следы самых ранних поселений человека во Франконии относятся ко времени конца каменного века.
Во множестве мест находят следы деятельности людей в эпоху бронзы, о чём говорят находки характерных захоронений в урнах. Позже люди стали выбирать для проживания плоские вершины гор, следы которых сохранились на горах Штафельберг, Вальберла и Хоубирг около Хаппурга. Затем сюда в конце бронзового века пришли кельты, превратившие эти вершины в сильно укреплённые поселения. Люди того времени жили в деревянных постройках, расположенных не только внутри укреплённой зоны, но и в окрестных деревнях.
В 15 году эту местность завоевали римляне, оставившие следы своего пребывания около Вайсенбурга и Гунценхаузена.
Для защиты от воинственных германских племён римляне в 81 году при императоре Домициане построили длинную защитную стену Лимес, обозначившую северную границу римской провинции Реция. К числу достопримечательностей того времени относятся находки при раскопках крупной римской крепости Бирикана в Вайсенбурге с банями, Саблонетум около Эллингена и Ициниакум около Тайленхофена.
Цезарь считал, что такая страна, как Германия, покрытая густыми лесами, не может быть колонизирована, и потому её нужно просто игнорировать.
В лесной местности невозможно было применить традиционную тактику римских легионов. И поэтому в 9 году Публий Квинтилий Вар (Publius Quintilius Varus) потерпел поражение в Тевтобургском Лесу (Teutoburger Wald) от херуска Арминия (Arminius).
Проживавшие к северу от стены германские племена тюрингов, алеманнов, гермундуров и маркоманов смешивались с кельтами, одновременно увеличивая своё давление на Рим.
В 250 году алеманны (германские племена, проживавшие на Верхнем Рейне) и франки, обитавшие на Нижнем Рейне, стали серьёзной угрозой для Римской мперии.
Хотя Риму удалось отбросить маркоманов, но алеманны всё же смогли в 260 году преодолеть укрепления(«лимис») и вторгнуться на территорию Империи, дойдя до современной Швейцарии.
Одновременно росло влияние германцев, проживающих в имперских границах, которые воспринимали римскую культуру и сами влияли на ситуацию и нравы в государстве.

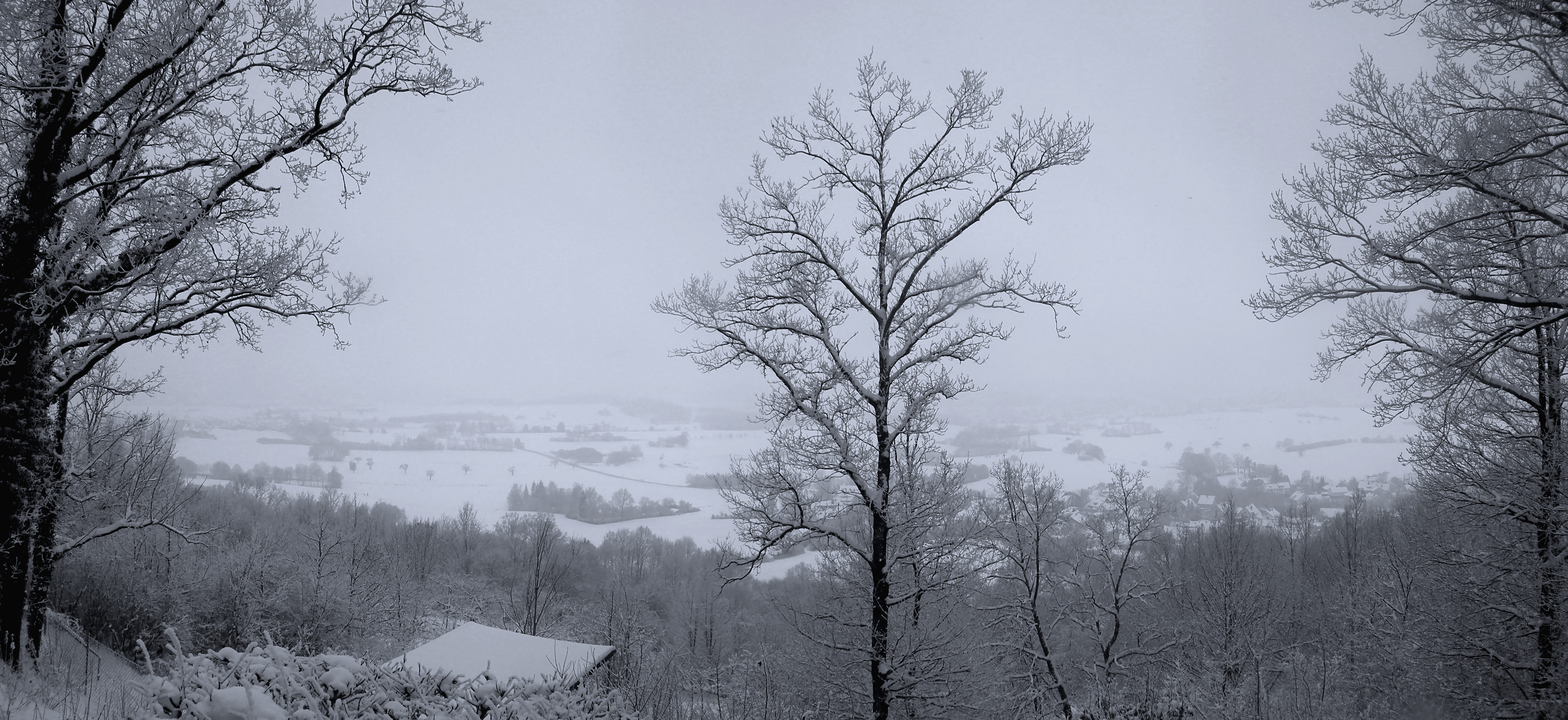
Зима во Франконии, вид с одного из холмов Бамберга

### Франкское государство
В результате длительной борьбы в среде германцев франкам, представлявшим собой смесь малых племён (сигамбры, хамавы и др.), проживавших в бассейнах Рейна и Везера, удалось стать сильнейшим племенным объединением в северо-западной Европе. Их возглавляли вожди из древнего рода Меровингов.
Конунг Хлодвиг в 496 году перешёл в христианство и получил тем самым поддержку в лице церкви. Это помогло ему завоевать Галлию и Восточную Франконию и создать тем самым Франкское государство.
При короле Теодеберте I (Theudebert I, (534—548) государство франков расширилось до среднего течения Дуная и достигло пика своего могущества.
В 561 году это государство распалось на три части: Австразию, Нейстрию и Бургундию. В своё время Франкония входила в состав восточно-франкского королевства Австразии.
При Хлотаре II (613—629) государство вновь объединилось.
В 623 году купец Само из франков создаёт в Богемии славянское государство.
В 687 году Пипин Геристальский, майордом из Австразии, вновь восстанавливает единство государства.
В 716 году умирает, не оставив потомства, последний франко-тюрингский герцог Хедан, имевший резиденцию в Вюрцбурге. Среди франкской знати не нашлось никого, кто бы мог претендовать на это место. После этих событий Франкония как самостоятельное государство никогда не восстанавливалась.

### Герцогство Франкония

Герцогство Франкония на карте Священной Римской империи (ок.1000)

В IX веке Франкское государство разделяется на западную и восточную часть, каждая из которых кладет начало, соответственно Франции и Германии. В «Восточной Франции» термин Франкония закрепляется за одним из герцогств между Саксонией, Лотарингией, Швабией и Тюрингией. Карл Мартелл поощрял заселение франками земель среднего и нижнего течения Майна, которые впоследствии стали герцогством. Важнейшими городами Франконии считались: Франкфурт, Вормс, Вюрцбург, Майнц, Шпайер. В 911 году, после пресечения прямой ветви немецких Каролингов, королём Германии во Фрицларе был избран франконский герцог Конрад.
На смене тысячелетий наметился своеобразный вакуум власти, который, впрочем, ничем не угрожал императору. Последний в виде подчиненных ему епископатов Вюрцбурга, Айхштета (основано в 745 году) и Бамберга (основано в 1007 году) имел гарантированную поддержку, сохранявшуюся даже в трудное для императорской власти время Инвеституры. Также и имперские города Нюрнберг, Ротенбург, Швайнфурт, Вайсенбург и Виндсхайм, равно как и непосредственно подчинённое императору рыцарство принципиально были ему лояльны.
Однако уже в XIII веке здесь начал укрепляться род швабских Цоллернов, которые начали своё возвышение сначала в роли бургграфов Нюрнберга. Они посредством хорошо развитых брачных комбинаций укрепились и закрепили своё влияние во многих местностях, главным образом в Кульмбахе, Байройте и Ансбахе. После того, как им удалось закрепиться в 1415 году в Бранденбургской марке, их франконские территории также приобрели титул маркграфской собственности. Правда, не всегда их притязания получали удовлетворение. Так жители Нюрнберга изгнали Цоллернов из города, которым пришлось обосноваться поблизости в Кадольцбурге, а их городской замок был разрушен. Маркграф Альбрехт Ахиллес попытался использовать сложившуюся тогда политическую ситуацию и основать под своей властью самостоятельное франконское государство. Последовали две маркграфские войны, в которых победил Нюрнберг и союзное с ним епископство Вюрцбурга.
Ко времени окончания средневековья политическая карта Франконии представляла собой чересполосицу, образованную владениями маркграфов Байройта и Ансбаха вперемежку с владениями епископств и Немецкого ордена, имевшего резиденцию в Бад-Мергентхайме. Из свободных имперских городов за пределами своих владений ощутимой властью обладал лишь Нюрнберг.
Особое значение имели имперские рыцари, непосредственно подчинённые императору, являвшиеся его прямыми вассалами, представлявшие в Священной Римской империи категорию нетитулованной знати, получавшей землю в феод за военную службу. Имперские рыцари не являлись одним из имперских сословий, поскольку не платили государственных налогов, и потому они не имели представительства ни в Рейхстаге, являвшимся парламентом крупных феодалов, ни в советах имперских округов. Они не относились к высшей знати (нем. Hoher Adel), их социальный статус соответствовал положению мелкопоместного дворянства. Случаи возведения имперских рыцарей в княжеское достоинство были крайне редки. Однако, имперские рыцари имели важное значение для формирования имперской армии и комплектования органов управления империи. Поэтому имперское рыцарство Священной Римской империи к началу XVI века объединилось в своеобразные рыцарские союзы «Риттеркантоны», помогавшие им объединёнными силами защищать свои интересы. Во франконии находилось шесть риттеркантонов: Риттеркантон Оденвальд, Риттеркантон Гебюрг, Риттеркантон Рюн-Верра, Риттеркантон Штайгервальд, Риттеркантон Альтмюль и Риттеркантон Баунах.
Возникновение лютеранства преломилось в крестьянских массах, находящихся в тяжёлой крепостной зависимости от своих хозяев, в надежду улучшить своё положение путём бунта (см.Крестьянская война в Германии). Наиболее интенсивно эти настроения выражались в 1524 и 1525 годах во владениях епископов и монастырей.
В то же самое время ситуация во владениях тех маркграфов, которые быстро переориентировались и приобщились к лютеранству, была существенно более спокойной. Примером мирного перехода к новой вере служили свободные города и, в первую очередь, Нюрнберг, все слои населения которого охотно перешли в лютеранство, однако в церквях были сохранены элементы католической обстановки и дело не дошло до уничтожения предметов, относящихся к католическому ритуалу. Например, на многих домах сохранились фигуры Девы Марии, что совершенно несвойственно большинству городов Германии, принявших лютеранство.
Тем не менее, вся территория Франконии в течение 30 лет была подвержена разорению. Появились полностью обезлюдевшие территории. С другой стороны, в областях, население которых перешло в новую веру, населённость даже возросла за счёт беженцев, например, из земель, находящихся под властью Габсбургов.
По мере того, как хозяйственная жизнь стала налаживаться, в период Контрреформации стали в пропагандистских целях строиться невероятно роскошные католические храмы, поражавшие своим внешним видом и богатством интерьера.

## Закат
В 1791 году последний маркграф Франконии Карл Александр продал свои владения у Ансбаха, Кульмбаха и Байройта Пруссии. А вскоре Наполеон, завоевавший центральную Европу и установивший в ней новый порядок, провёл секуляризацию церковных владений и передал их во владение крупных территориальных образований королевства Бавария, созданного 1 января 1806 года в качестве компенсации за отчуждённые земли по левому берегу Рейна. Таким образом, Франкония прекратила своё существование как политическое образование.

## Франконские вина
Франконские вина — сорта вин из винодельческого региона Франкония, где производятся главным образом сухие белые вина (сильванер, мюллер-тургау). Элитные франконские вина поступают, в частности, с известных виноградников вблизи Вюрцбурга (Штайн). Вюрцбургские вина любил Гёте, который писал (1806): «Пришли мне несколько бутылок вюрцбургского, так как никакое другое вино мне не по вкусу, и я не в духе, когда у меня нет моего любимого напитка». Любовь Гёте к этому напитку разделяли Вагнер и Лист. Качественные вина Франконии разливают не в высокие узкие бутылки, а в плоские фляги, называемые «боксбойтель».
Сохранилось средневековое предание о том, как жители Франконии спасли себя от чумы вином, следуя примеру одного вюрцбургского каноника. Считают также доказанным исторический факт, что Хильдегарда Бингенская (учёная-монахиня ордена бенедиктинцев) в своих записках по медицине (1170) — важном культурно-историческом документе Средних веков — отметила лечебные свойства франконских вин.